# 格奈森瑙号大巡洋舰
格奈森瑙号是德意志帝国海军于二十世纪初建造的两艘沙恩霍斯特级大巡洋舰的末舰，以前普鲁士军事改革家、陆军元帅奥古斯特·奈哈特·冯·格奈森瑙命名。舰只于1904年在不来梅的威悉船厂开始架设龙骨、1906年6月下水。至1908年3月完工，耗资逾1900万马克。其主舰炮为八门210毫米炮，最高速度为23.6节，满载排水量可达12985吨。
格奈森瑙号于1910年跟随其姊妹舰沙恩霍斯特号被分配至驻中国青岛的东亚分舰队。它们是海军中将馬克西米連·馮·斯比部队中的核心。当第一次世界大战于1914年8月爆发后，这两艘舰在三艘小巡洋舰和若干煤船的陪同下穿越太平洋，并在避开了众多被派往拦截它们的协约国海军部队后，抵达南美洲南部海岸。1914年11月1日，格奈森瑙号随东亚分舰队余部在科罗内尔海战中遭遇并击败了一支英国分舰队。这次惨痛的失利促使英国海军部派出两艘战列巡洋舰前往追捕及摧毁施佩的部队，并于1914年12月8日在福克兰群岛海战中完成了这项任务。

## 设计

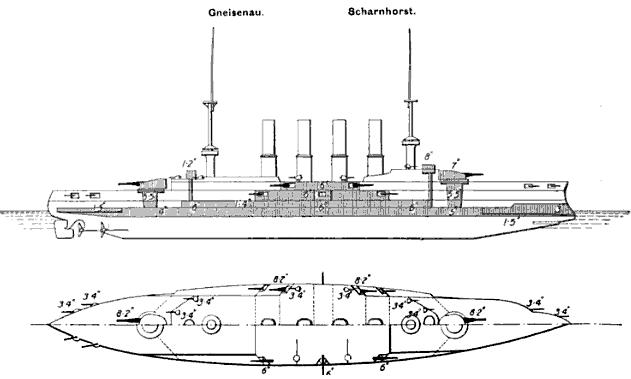
沙恩霍斯特级舰只线条画

格奈森瑙号是作为新增编入舰队的大巡洋舰而以字母“C”为代号进行订购，并于1904年12月28日在不来梅的威悉船厂开始架设龙骨，建造编号为144。它于1906年6月14日下水，随后展开舾装工作。在下水仪式上，由时任德国总参谋长的陆军元帅的阿尔弗雷德·冯·施里芬主持为舰只命名并发表演说。其得名于前普鲁士陆军元帅奥古斯特·奈哈特·冯·格奈森瑙，在1815年的滑铁卢战役中，他作为布吕歇尔的参谋长，为击败拿破仑一世作出了巨大贡献。格奈森瑙号于1908年3月6日正式竣工，德国政府为此共计斥资1924.3万马克。该舰原本设计用于公海舰队，但它被证明太弱而无法跟随战列舰队共同作战；结果它被部署至海外，并在此职能中表现良好。
格奈森瑙号的全长为144.6（474英尺5英寸），有21.6（70英尺10英寸）的舷宽和8.37（27英尺6英寸）的吃水深度。其设计排水量为11,616公噸（11,433長噸），满载排水量则可达12,985公噸（12,780長噸）。舰只推进系统由三套立式三胀蒸汽机和十八台燃煤水管锅炉提供动力。推进系统在试航时所能达到的最大功率为27,759匹指示馬力（20,700千瓦特），最高速度为23.6節（43.7每小時）。舰只的标准船员编制为38名军官和726名水兵。
格奈森瑙号的主舰炮为八门210毫米40倍径速射炮，其中四门装配于两座双联装炮塔上，在舰艛的两端各有一座，其余四门则安装在单翼炮塔上。副炮则由六门架设于MPL型炮廓内的150毫米40倍径速射炮和十八门廓装的88毫米35倍径速射炮组成。它还配备有四具450（17.7英寸）浸没式水下鱼雷发射管；分别布设在舰艏、舰艉和两边舷侧，并提供11枚鱼雷。舰只的水线装甲带有150（5.9英寸）厚，炮塔装甲也有有180（7.1英寸）厚。其甲板厚度从35至60（1.4至2.4英寸）不等，较厚的装甲用于保护弹药舱、锅炉舱和轮机舱等关键部位。

## 服役历史

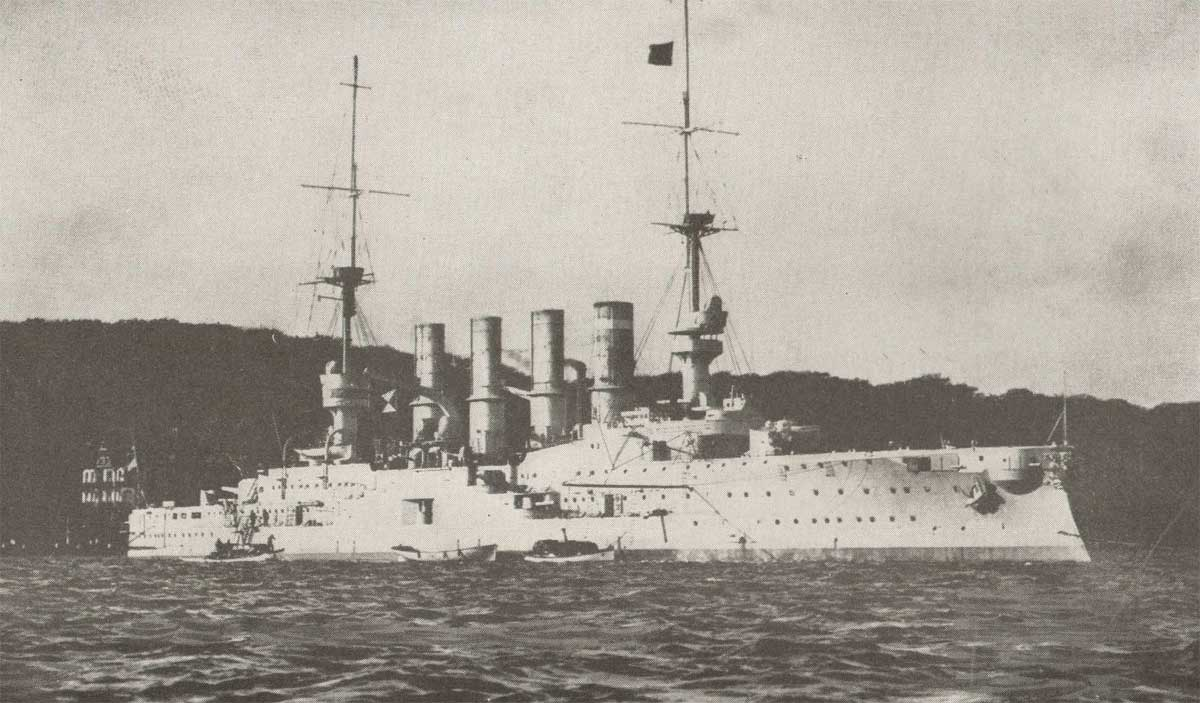
入役后不久的格奈森瑙号

海军上校弗朗茨·冯·希佩尔是格奈森瑙号的首任舰长；他于舰只完工的当天接管了指挥权。其任务是领导舰只开展从1908年3月26日持续至7月中旬的试验航行。格奈森瑙号于7月12日正式投入舰队服役，然后启程驶往亚洲，而希佩尔则离舰并留在基尔指挥第一鱼雷艇支舰队。格奈森瑙号被分配至东亚分舰队，在那里它将与一年前便被来到该部队的姊妹舰沙恩霍斯特号会合。这两艘大巡洋舰组成了分舰队的核心，并由沙恩霍斯特号担任旗舰。它们均有精锐的炮手；格奈森瑙号在服役生涯中曾四次赢得“恺萨射术奖（Kaiser-Schießpreis）”：其中两次为1908年和1909年在德国水域、两次为1910年和1911年在亚洲摘冠，而沙恩霍斯特号也于1913年和1914年两次获得亚军。
1914年6月，东亚分舰队展开年度夏季巡航；格奈森瑙号与沙恩霍斯特号在日本长崎会合，并在当地获得了充足的燃煤供应。然后它们向南航行，于7月初抵达土鲁克加煤。途中，它们收到了奥匈帝国皇储弗朗茨·斐迪南大公在萨拉热窝遇刺的消息。7月17日，东亚分舰队抵达加罗林群岛的波纳佩岛。施佩此时得以接触到德国的广播网络，并藉此了解到奥匈帝国已向塞尔维亚宣战，而俄罗斯正在动员抗击奥匈帝国——甚至可能包括德国。7月31日，有消息称德国发出最后通牒，要求俄国解除其军队的动员令。时任东亚分舰队司令的海军中将馬克西米連·馮·斯比遂下令其舰只备战。至8月2日，德皇威廉二世正式向全德下达对抗俄罗斯及其盟友法国的动员令。

### 第一次世界大战
当第一次世界大战爆发时，东亚分舰队的兵力是由沙恩霍斯特号、格奈森瑙号、埃姆登号、纽伦堡号和莱比锡号组成。当时，纽伦堡号正从美国西岸返回，莱比锡号刚刚取代了它在当地位置，而埃姆登号则仍在青岛。1914年8月6日，格奈森瑙号、沙恩霍斯特号、补给舰泰坦尼亚号和日本煤船富国丸仍在停留在波纳佩岛；施佩下令召回分布于太平洋各处的小巡洋舰。纽伦堡号于同一天归队。施佩认为，集结兵力的最佳地点是北马里亚纳群岛的帕甘島，这是德国在太平洋中部的领地。所有可用的煤船、补给舰和客轮都奉命到那里与东亚分舰队会合。8月11日，施佩抵达帕甘岛，几艘补给舰、埃姆登号和辅助巡洋舰埃特尔·腓特烈王子号也在那里加入了他的队伍。
随着埃姆登号和纽伦堡号的到来，分舰队的实力得到了加强；这些舰只随即将离开太平洋中部，驶向智利。8月13日，埃姆登号舰长、海军准将卡尔·冯·穆勒说服了施佩将他的舰只脱离分舰队，以进行破交战。8月14日，东亚分舰队余部离开帕甘岛前往马绍尔群岛的埃内韦塔克环礁。它们于8月20日抵达后再次进行加煤。为了让德军最高指挥部知情，施佩于9月8日派遣纽伦堡号至檀香山，通过中立国家发送消息。纽伦堡号带回了协约国已于8月29日占领德属萨摩亚的消息。格奈森瑙号及沙恩霍斯特号遂航行至阿皮亚调查情况，但当9月14日抵达时并未发现任何相配的目标。
在9月22日的帕皮提战役中，格奈森瑙号随分舰队余部对该殖民地实行了炮击。在此期间，法国炮艇热心号被德舰的火炮所击沉。然而，由于忌惮港湾内的水雷，施佩并未夺取贮存在当地的煤炭。至10月12日，格奈森瑙号及分舰队余部已抵达复活节岛。在那里，从美洲海域驶来的德累斯顿号和莱比锡号也相继加入了它们的行列。德累斯顿号原本驻扎在加勒比海，但自战争爆发以来，它已在南大西洋进行了数次通商破坏活动。在复活节岛停留了一周后，这些舰只启程前往智利大陆。

#### 科罗内尔海战
为了对抗南美海岸的德国分舰队，英国人的资源有限；在海军少将克里斯托夫·克拉多克麾下，只有装甲巡洋舰好望号和蒙默思号、轻巡洋舰格拉斯哥号以及武装商船奥特朗托号。这支区舰队还将得到老旧前无畏舰克诺珀斯号和装甲巡洋舰防御号的加强，但后者直至科罗内尔海战后才到达。克诺珀斯号奉命拖后驻守，因为克拉多克觉得该舰的缓慢航速可能会妨碍他将德舰引入战场。
10月26日傍晚，沙恩霍斯特号率分舰队余部从智利的马斯阿富埃拉岛启程，向东进发。施佩从埃特尔·腓特烈王子号获悉英国轻巡洋舰格拉斯哥号于31日出没在科罗内尔，因此他决定转向该港，试图追猎这艘独处的舰只。东亚分舰队于11月1日下午抵达，但令施佩感到意外的是，除格拉斯哥号外，他还遇到了好望号、蒙默思号和奥特朗托号。而克诺珀斯号则在英国煤船的伴随下仍然相距约300英里（480）。在17:00，格拉斯哥号发现了德国人，克拉多克遂迅速排出一条由好望号领头，蒙默思号、格拉斯哥号居中，并由奥特朗托号殿后的阵型。施佩决定推迟交战直至太阳进一步降下，那时英国舰只的轮廓将会被阳光映衬出来，而他自己的舰只将得到身后海岸的遮蔽。与此同时，克拉多克意识到奥特朗托号在战列线中毫无用处，遂遣其离开。
德国舰只于19:00开始攻击。在五分钟的时间内，德国巡洋舰的火炮便严重击损了好望号，它伴随着弹药舱的爆炸而被摧毁。蒙默思号试图向南逃逸；其舰身已猛烈燃烧，舰炮亦陷入沉寂。纽伦堡号则驶近至蒙默思号的近距离平射射程并向对手狂掷炮弹。在20:20之后，格拉斯哥号被迫放弃蒙默思号，转而向南逃窜并与克诺珀斯号会合。蒙默思号最终于21:18倾覆沉没。两艘装甲巡洋舰的沉没共造成包括克拉多克在内的逾1600人罹难；德国人的损失则微不足道。然而，德国舰只至此已经消耗了超过40%的弹药供应。

#### 福克兰群岛海战

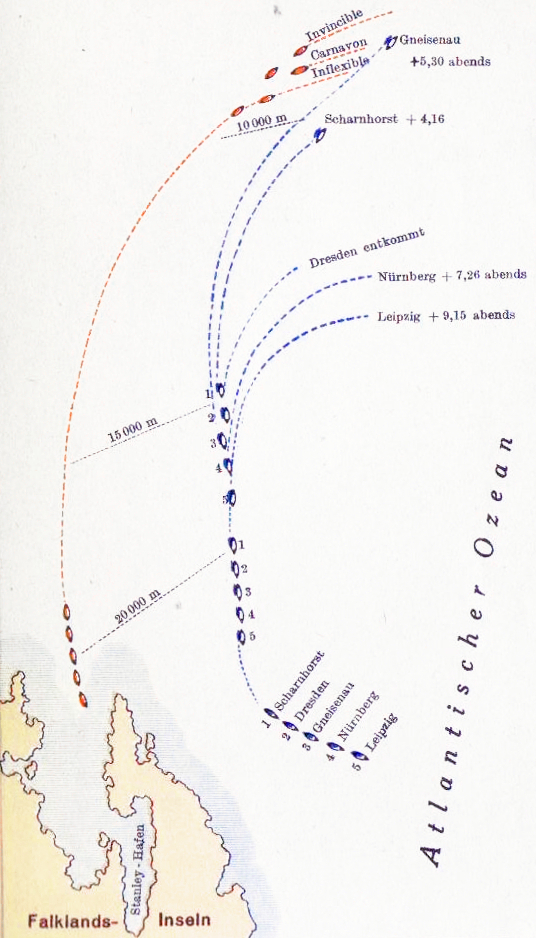
福克兰群岛海战中的兵力调遣图

当失利的消息传至伦敦后，英国皇家海军立即组织了一支部队以期追捕并摧毁东亚分舰队。为此，更具威力的战列巡洋舰无敌号和不屈号从大舰队中分遣出来，交由海军中将多夫顿·斯特迪指挥。这两艘舰于11月10日离开德文波特，在前往福克兰群岛的途中，装甲巡洋舰卡那封号、康沃尔号和肯特号，轻巡洋舰布里斯托尔号和格拉斯哥号以及奥特朗托号也加入了它们的行列。由八艘舰组成的部队于12月7日抵达福克兰群岛，并立即进行加煤。
格奈森瑙号和纽伦堡号是德国阵线上的前两艘舰，它们于同一天早上接近福克兰群岛，目的是摧毁英国人设在当地的无线电发射机。格奈森瑙号的瞭望员在斯坦利港的内港观察到了两艘战列巡洋舰，而当在岸边担任哨舰的克诺珀斯号开始发射12英寸（300）炮时，德国人迅速转向逃离。它们以22節（41每小時）的速度向东南方向驶去。施佩对阵线进了重新编组，由格奈森瑙号和纽伦堡号领头，沙恩霍斯特号居中，并以莱比锡号和德累斯顿号殿后。高速的英国战列巡洋舰立即增压驶出港口，以追赶航速较慢的东亚分舰队。
至13:20，英舰赶上了沙恩霍斯特号和其它德国巡洋舰，并在相距14（8.7英里）的范围内开始射击。施佩意识到自己的装甲巡洋舰无法摆脱更高速的战列巡洋舰，遂命令三艘小巡洋舰尝试脱离，同时他将率领格奈森瑙号和沙恩霍斯特号转向与英国人交战。然而，斯特迪也分遣出它的装甲巡洋舰和轻巡洋舰前往追击德国的小巡洋舰，战列巡洋舰则被留下与格奈森瑙号和沙恩霍斯特号对决。其中不屈号负责向格奈森瑙号开火，而无敌号则攻击沙恩霍斯特号。斯特迪试图通过向北转舵两点来扩大距离，以防止进入施佩的210毫米炮的射程范围。施佩则通过迅速朝南转向来抵消对方的调遣，迫使斯特迪也必须向南转舵。此举导致对方足够接近沙恩霍斯特号和格奈森瑙号的150毫米炮的射程；它们的射击非常精准，迫使英国人暂时撤离。

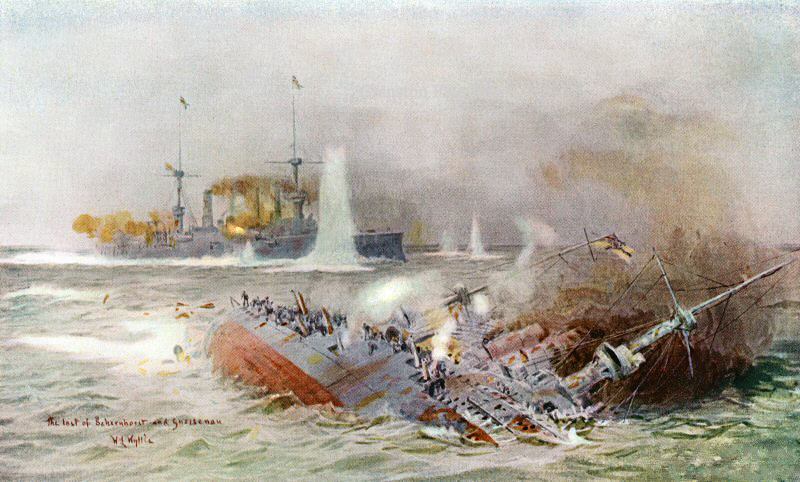
沙恩霍斯特号沉没而格奈森瑙号仍在战斗

在16:04，不屈号观察到沙恩霍斯特号正迅速向左倾侧，并于16:17沉没。在它沉没前不久，施佩将最后一个命令传达至格奈森瑙号：“如果你的发动机仍然完好无损，那就努力逃跑”。然而，由于锅炉舱受损，其航速降至16節（30每小時），于是舰只只得继续战斗。格奈森瑙号于17:15对无敌号取得最后一次命中。至17:30，该舰已变成了一艘燃烧的残骸，它严重倾向右舷，舰上浓烟滚滚，并最终停了下来。十分钟后，英国舰只逼近，格奈森瑙号前桅的旗帜被击落；斯特迪于17:50下令其舰只停火。格奈森瑙号的舰长遂命其船员凿沉舰只，因为他们已耗尽弹药，并且发动机也已失效。舰只缓缓翻滚沉没，但在此之前，大约200名幸存者得以逃脱。他们中的大部分人在39 °F（4 °C）的冰冷海水中很快死亡。其船员中共有598人在交战中阵亡。莱比锡号和纽伦堡号也相继沉没，只有德累斯顿号设法逃脱，但它最终还是被追踪至胡安·費爾南德斯群島后遭到击沉。东亚分舰队的全军覆没导致约2200名德国水兵及军官丧生，其中包括施佩的两个儿子。